# Dreieich

Situation de Dreieich dans l'arrondissement d'Offenbach.

Dreieich est une ville allemande, située dans le Land de Hesse et dans l’arrondissement d’Offenbach.

## Géographie
Dreieich est, avec plus de 40 000 habitants, la deuxième ville de l’arrondissement d’Offenbach. Le Stadtteil (quartier) situé le plus au nord, Sprendlingen, est situé à environ à 10 kilomètres au sud de Francfort-sur-le-Main et à 20 kilomètres de Darmstadt. La ville est traversée par le Hengstbach.
La ville est issue du regroupement en 1977 de cinq communes, Buchschlag, Dreieichenhain, Götzenhain, Offenthal et Sprendlingen, qui en forment désormais les différents Stadtteile.

## Histoire
| Appartenances historiques Seigneurie de Falkenstein 1256-1398 Comté de Falkenstein 1398-1418 Comté d'Isembourg-Büdingen 1418–1511 Comté d'Isembourg-Büdingen-Birstein 1511–1628 Comté d'Isembourg-Offenbach 1628–1711 Comté d'Isembourg-Birstein 1711–1744 Principauté d'Isembourg-Birstein 1744–1806 Principauté d'Isembourg 1806–1810 Empire d'Autriche 1815–1816 Grand-duché de Hesse 1816–1918 République de Weimar 1918–1933 Reich allemand 1933–1945 Allemagne occupée 1945–1949 Allemagne 1949–présent |

## Monuments
- Tour en ruine du haut Moyen Âge à Dreieichenhain.

## Politique
Villes jumelées en France :
- Montier-en-Der (France) ;
- Joinville (Haute-Marne) (France) (Joinville-en-Vallage).

## Personnalités liées à ville
- Jacob Becker (1864-1949), homme politique mort à Sprendlingen.
- Alma Siedhoff-Buscher (1899-1944), créatrice morte à Buchschlag.
- Adolf Dickfeld (1910-2009), as de l'aviation mort à Dreieich.
- Josef Neckermann (1912-1992), cavalier mort à Dreieich.
- Hans Mayr (1921-2009), homme politique mort à Dreieich.